# Novalis (Rose)
Die Rosensorte ‘Novalis’ (Syn.: ‘Poseidon’, ‘KORfriedhar’) ist eine lavendelblaue, öfterblühende Beetrose, die von Tim-Hermann Kordes gezüchtet und 2010 von W. Kordes’ Söhne in den Markt eingeführt wurde. ‘Novalis’ gehört als sogenannte nostalgische Floribundarose zur „Märchenkollektion“ der W. Kordes’ Söhne Rosenschulen GmbH & Co KG. Die Rose entstand aus der Kreuzung zweier unbenannter, nicht patentierter Sämlinge. 2013 wurde die Rosensorte ‘Novalis’ als ADR-Rose ausgezeichnet.

## Ausbildung
Die buschig, aufrecht wachsende Rose ‘Novalis’ bildet einen schmalen kräftigen Strauch mittlerer Größe aus. Die Rosenpflanze wird 70 bis 80 Zentimeter hoch und 30 bis 40 Zentimeter breit.
Die einzeln oder in kleinen Büscheln angeordneten Blüten aus 70 bis 75 leicht eingekerbten Petalen bilden eine schalenförmige, dicht gefüllte Blüte aus. Aus einer länglichen, eiförmigen, dunkelpinkfarbenen Blütenknospe öffnet sich langsam eine hell-lavendelfarbene Floribundablüte. Nach zwei bis drei Tagen entwickelt sich daraus die schalenförmige, dicht gefüllte Blüte.
Die Blütenfarbe changiert in Abhängigkeit vom Blütenalter zwischen dunkelpink, lavendelfarben bis violett und verblasst später allmählich, ohne dass die Blüten ihre Form und Petalen verlieren. Die Blüten sind 5 bis 10 cm groß. Die mitunter regenanfällige Blüte zeichnet sich durch eine lange Blühdauer von über 10 Tagen aus. Die Blüten sind durch einen langanhaltenden, fruchtigen Duft charakterisiert. Die Rose besitzt mittel- bis dunkelgrüne, robuste, überdurchschnittlich gesunde, glänzende Blätter.
Die remontierende Rose ist winterhart (USDA-Klimazone 6b und wärmer) und bevorzugt sonnige bis halbschattige, durchlüftete Standorte. Sie blüht anhaltend von Juni bis in den späten Herbst und ist resistent gegenüber den bekannten Rosenkrankheiten, wie Sternrußtau oder Mehltau.
Die Rose wirkt insbesondere als Gruppenbepflanzung in Blumenrabatten und Bauerngärten. Die Rose ‘Novalis’ eignet sich auch zum Ziehen als Hochstamm.
Die Rosensorte ‘Novalis’ wird aufgrund ihrer außergewöhnlichen Farbe in zahlreichen Rosarien und Gärten der Welt, unter anderem im Europa-Rosarium Sangerhausen, im Deutschen Rosarium Dortmund, im Rosarium Luttum und im Huntington Park Rose Garden gezeigt.

Entwicklungsstadien der Blüte
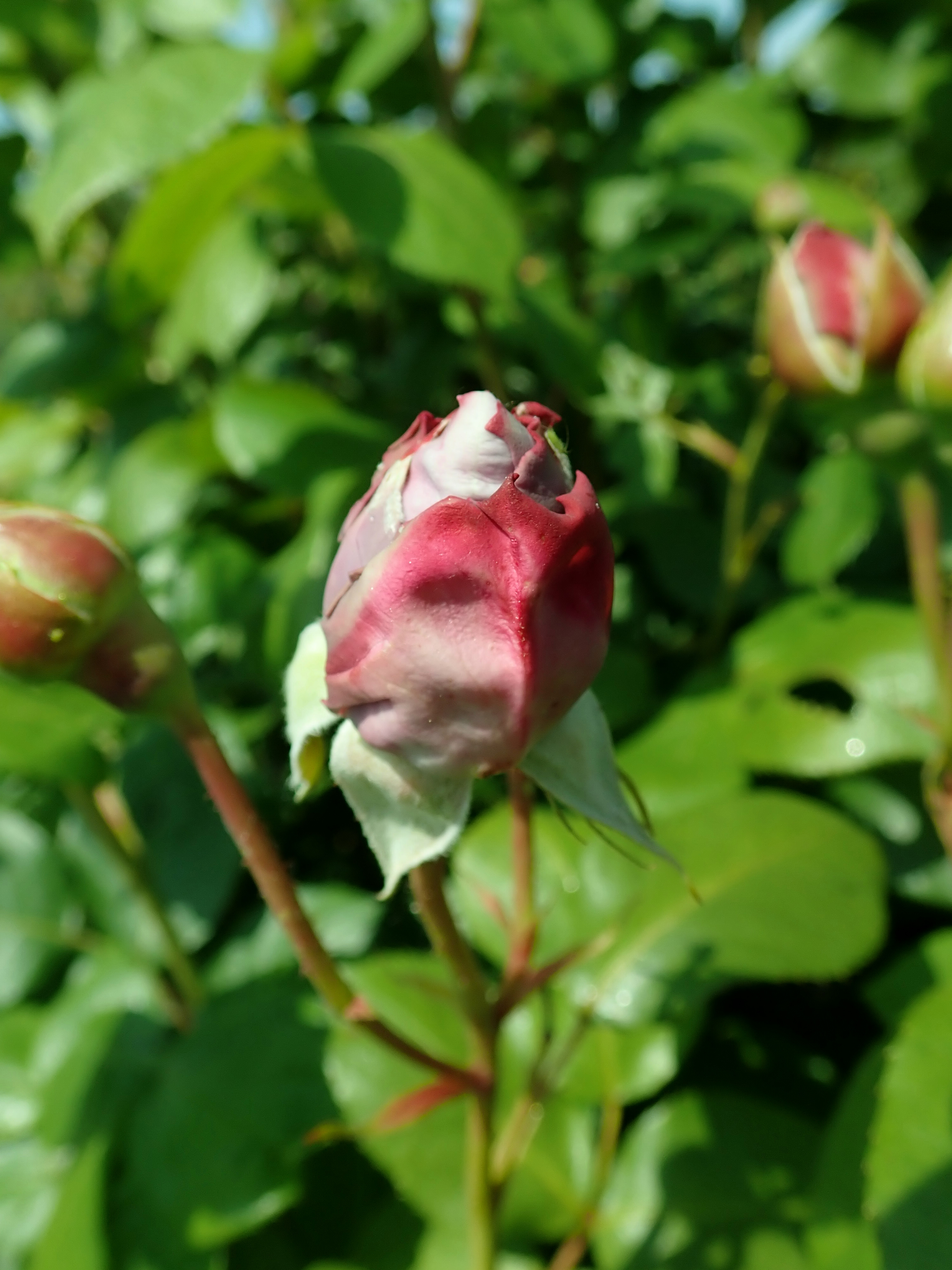
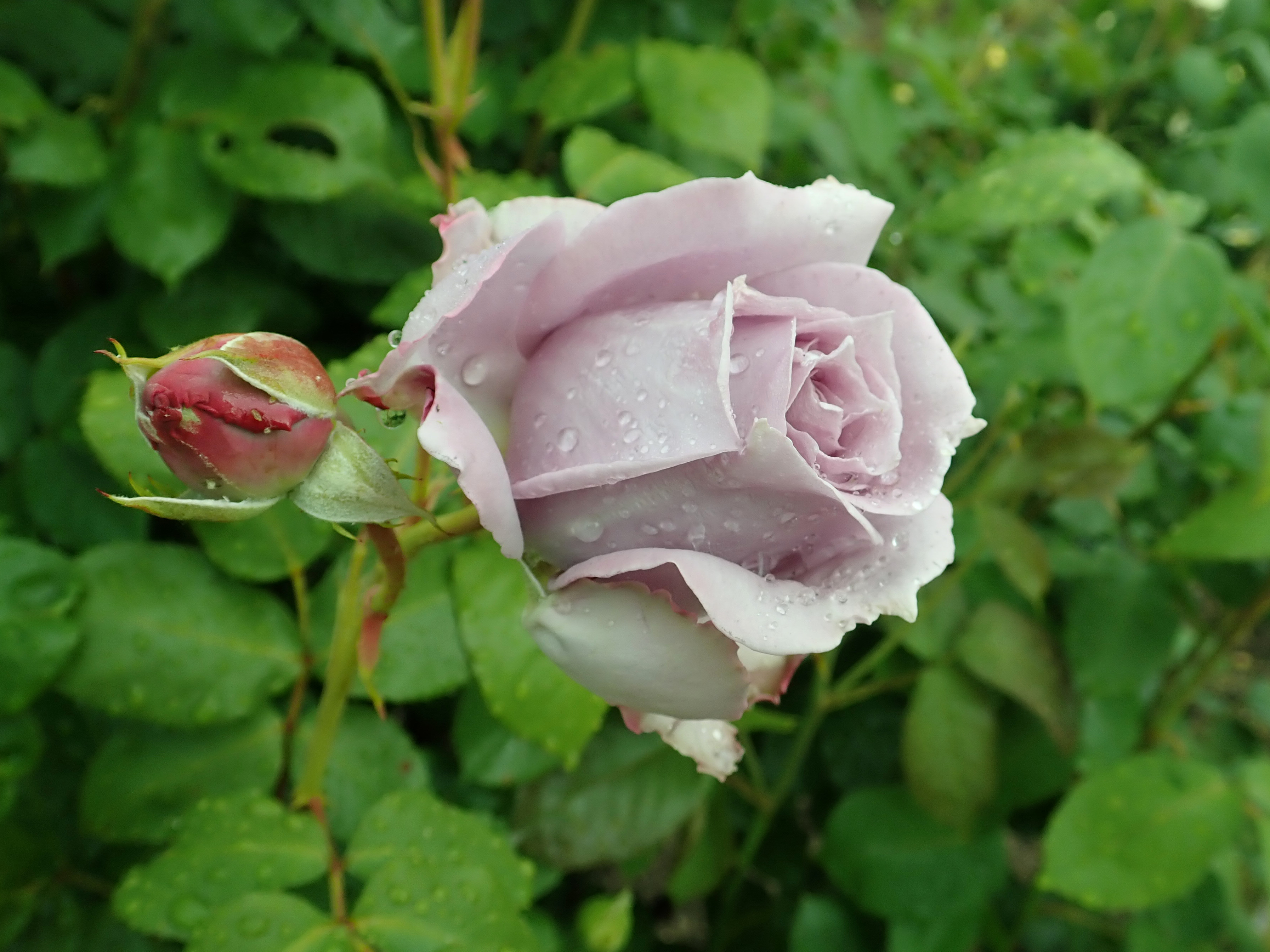
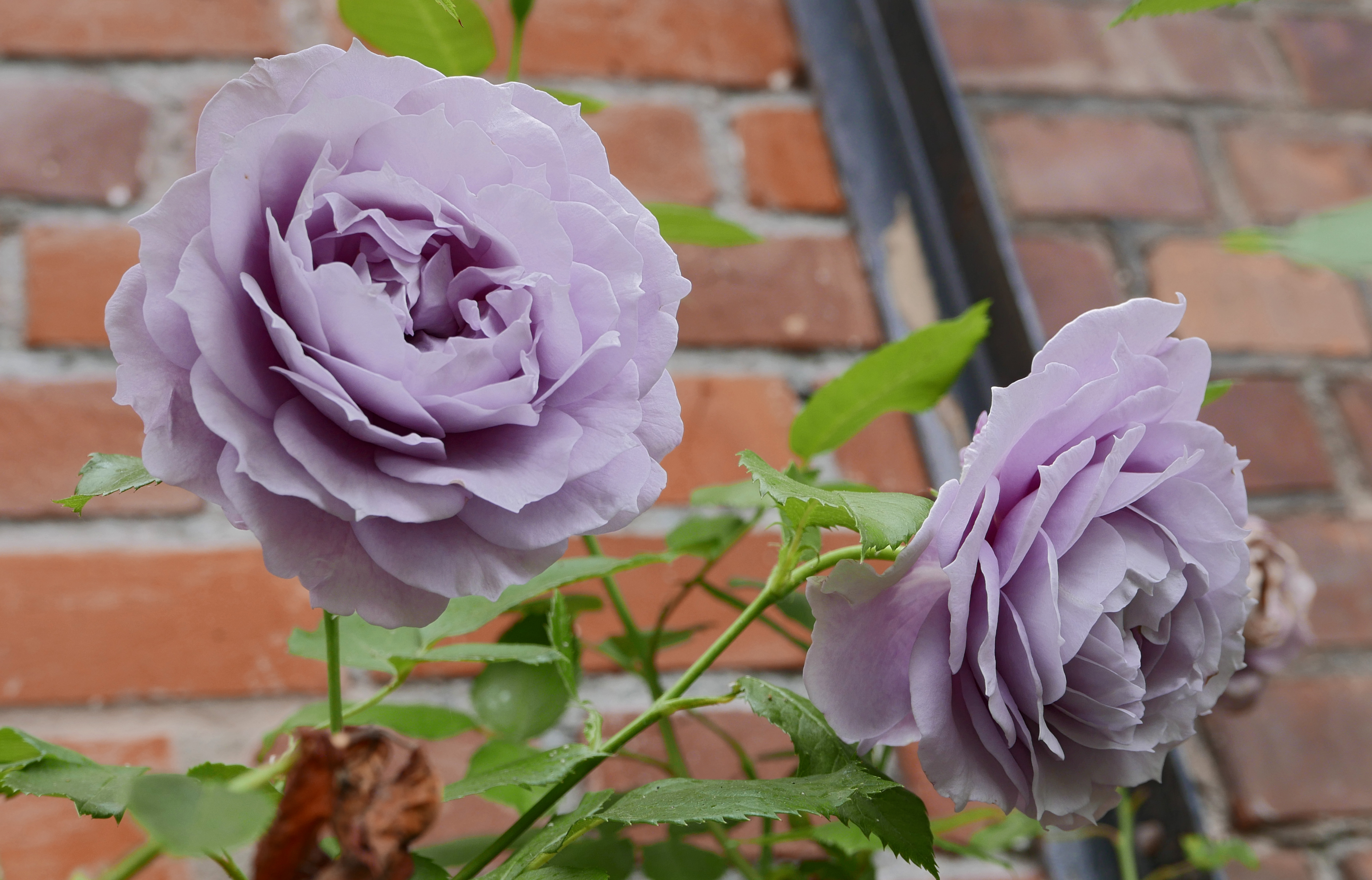
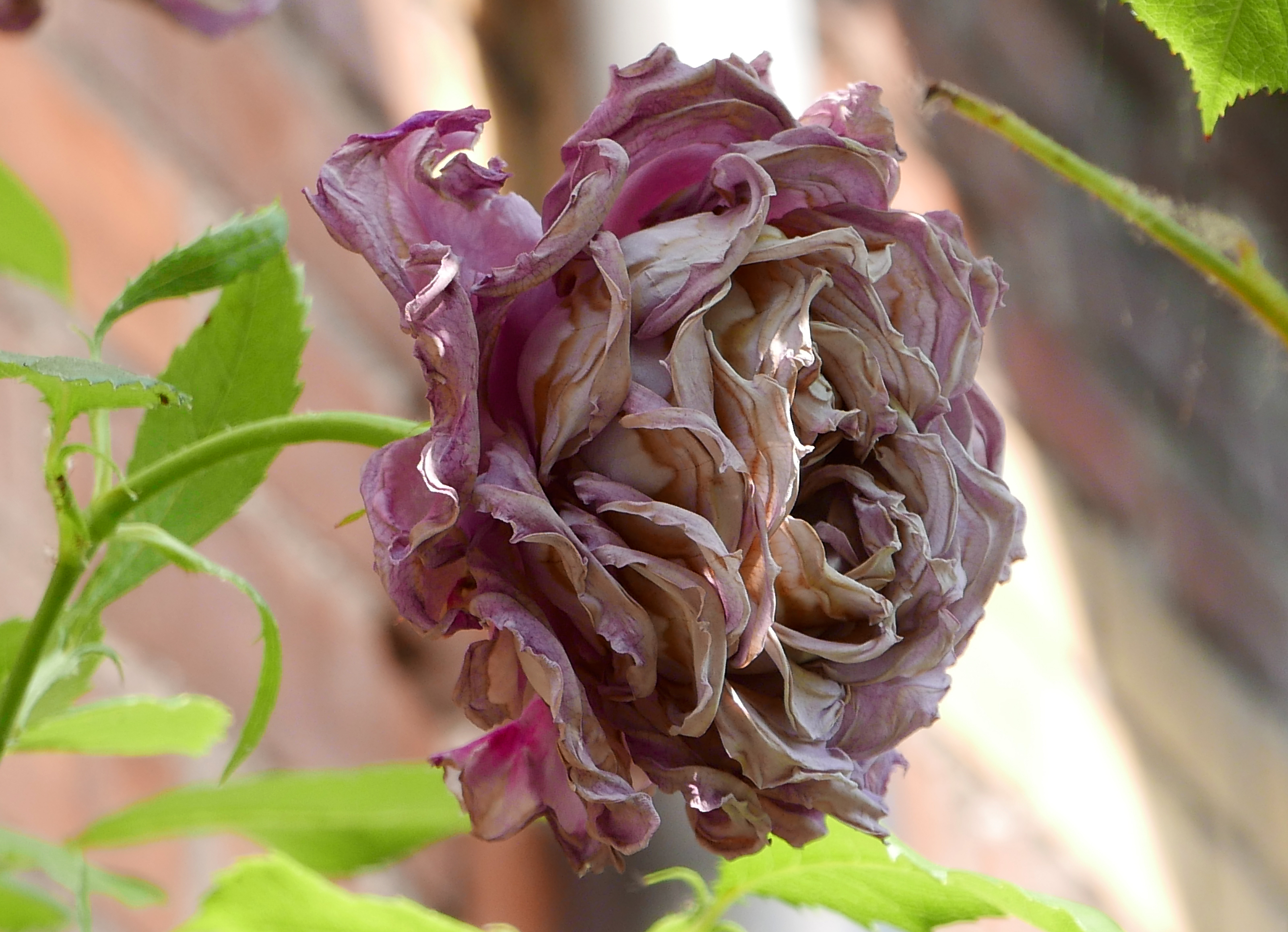
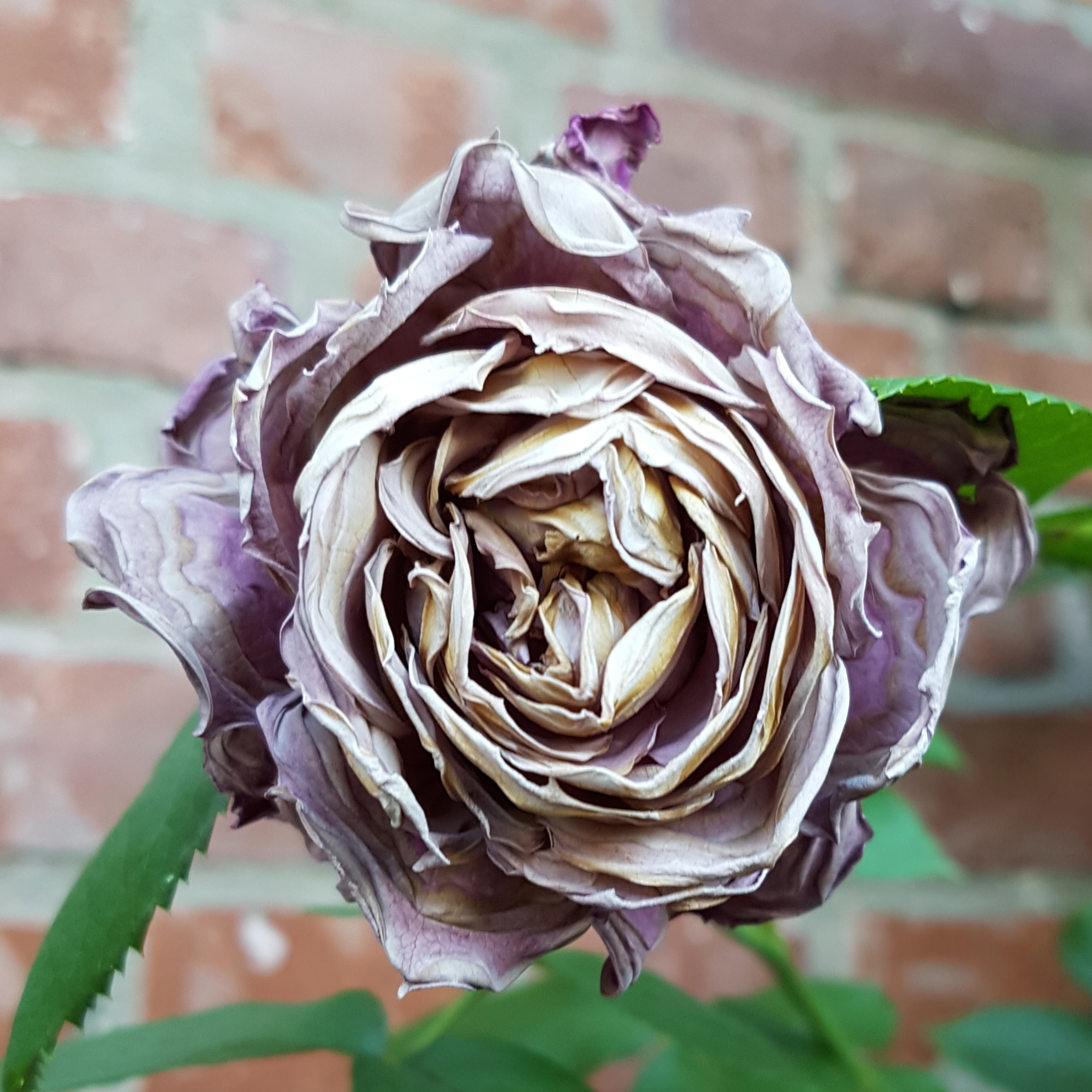

## Namensgebung
Die Rosensorte ‘Novalis’ wurde in Zusammenarbeit mit dem Novalis-Museum im Schloss Oberwiederstedt zu Ehren des Dichters der Frühromantik Friedrich von Hardenberg, genannt Novalis benannt. Die außergewöhnliche Blütenfarbe symbolisiert eine Anspielung auf das zentrale Symbol der Romantik, die Blaue Blume, die für Liebe und Sehnsucht und letztendlich für das Streben nach dem Unendlichen steht.

## Auszeichnungen
Die Rosensorte ‘Novalis’ wurde mit in- und ausländischen Preisen ausgezeichnet, u. a. 2013 mit der Auszeichnung Anerkannte Deutsche Rose (ADR), 2014 mit dem Premier Prix Grand Prix de la Rose in Frankreich oder 2015 mit der Silbermedaille beim La Tacita International Trials for New Roses in Italien.